# Casalvecchio Siculo
Casalvecchio Siculo (Casaluvècchiu in siciliano) è un comune italiano di 698 abitanti della città metropolitana di Messina in Sicilia.
Fa parte del comprensorio della Valle d'Agrò e dell'Unione dei comuni delle Valli joniche dei Peloritani.

## Geografia fisica
Abbarbicato a metà costa sul monte Sant'Elia a 370 metri s.l.m. il paese sorge a 39 km da Messina, a 16 da Taormina e a 5 dalla costa Ionica. Seguendo l'orografia del terreno, il paese ha caratteristiche prettamente medioevali, con un susseguirsi ed incrociarsi di viuzze che si dipanano spesso in sottopassi tipici dell'architettura medievale spagnola ed araba. Dalle sue varie terrazze si può ammirare un notevole panorama che spazia dallo stretto di Messina alla costa calabrese, fino ad uno scorcio dell'Etna, passando per le caratteristiche biforcazioni di Savoca.

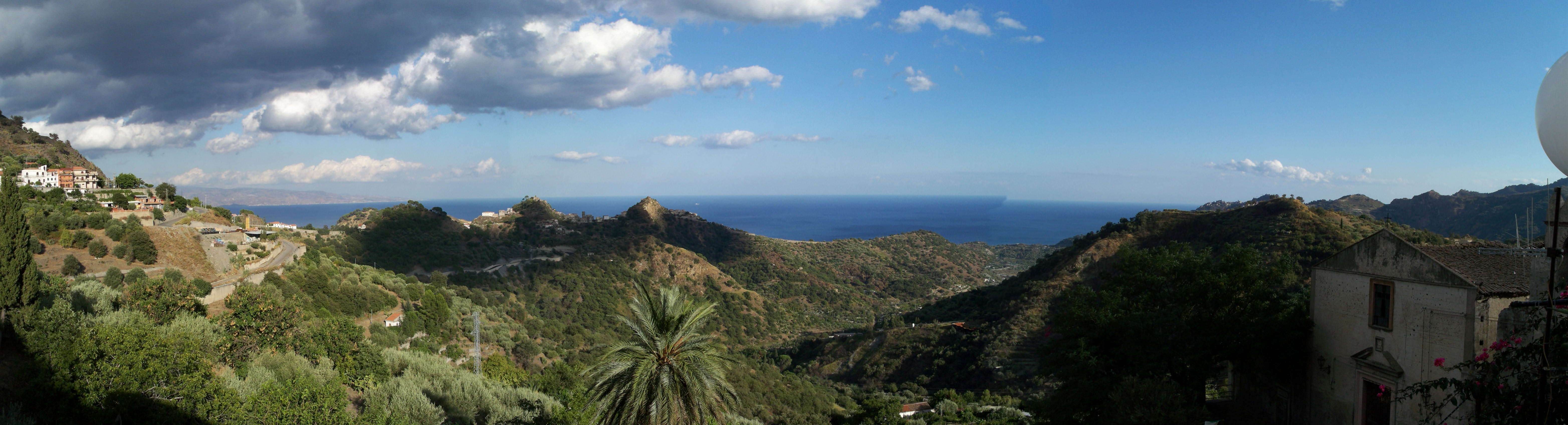
Panorama da Casalvecchio Siculo

## Storia
Casalvecchio è molto antico, già esisteva ai tempi dell'Impero Bizantino, fondato da Giorgio Maniace, principe e Vicario dell'Impero di Bisanzio. Infatti viene citato in una scrittura del Regno di Sicilia del 1351 con la sua denominazione greco-sicula Palachorion cioè "vecchio casale" e successivamente 
con la traduzione latina di Rus Vetus.
Nel periodo dell'Emirato di Sicilia prese il nome di Calathabieth. Nel 1862, dopo l'unità d'Italia prese il nome definitivo di Casalvecchio Siculo per distinguerlo dal Casalvecchio di Puglia.
Durante l'Emirato di Sicilia godeva di una propria autonomia che perse nel 1139 con la fondazione di Savoca, di cui fu artefice Ruggero II Sovrano del Regno di Sicilia, che facendo costruire un castello in quel luogo, assoggettò tutti i casali circostanti (i Sarracinorum Pagi) e li riunì sotto la nuova denominazione di 
Terra di Savoca.
Fino al 1492, a Casalvecchio, era presente un'importante e laboriosa comunità ebraica: se le origini della presenza ebraica nel territorio casalvetino non sono ben chiare, esistono tuttavia preziosi documenti, risalenti al 1409 e al 1470, dai quali si evince che tra Savoca e Casalvecchio, in quegli anni, dimoravano circa 250-300 ebrei, ripartiti in circa 50-60 famiglie. I giudei casalvetini e savocesi erano soprattutto abili tessitori e tintori e non mancavano quelli dediti alla lavorazione del ferro e della seta e alla coltivazione della canna da zucchero e della vite. Il gruppo più consistente di ebrei era dislocato nel centro abitato di Casalvecchio, ove esiste ancora una via del centro storico nominata "Strada della Judeca" e in quello vicino di Savoca. 
Di tale comunità giudaica facevano parte anche persone economicamente agiate, ciò si evince dal fatto che, nel marzo 1492, quando venne emanato l'editto di espulsione da parte di re Ferdinando II, i notabili savocesi e casalvetini del tempo non si fecero scrupoli per accaparrarsi più ricchezze possibili tra quelle confiscate agli ebrei. 
Vari furono i tentativi compiuti dal Vecchio Casale per riacquistare la perduta autonomia e celebre restò quello del 1603 quando riuscì ad ottenere dal Viceré di Sicilia l'indipendenza dalla giurisdizione di Savoca. Ma breve fu la durata, a causa delle ingerenze di Messina, del cui distretto faceva parte Savoca: infatti nel 1606 la Curia Straticoziale di Messina decretò il ritorno di Casalvecchio nello stato di prima.

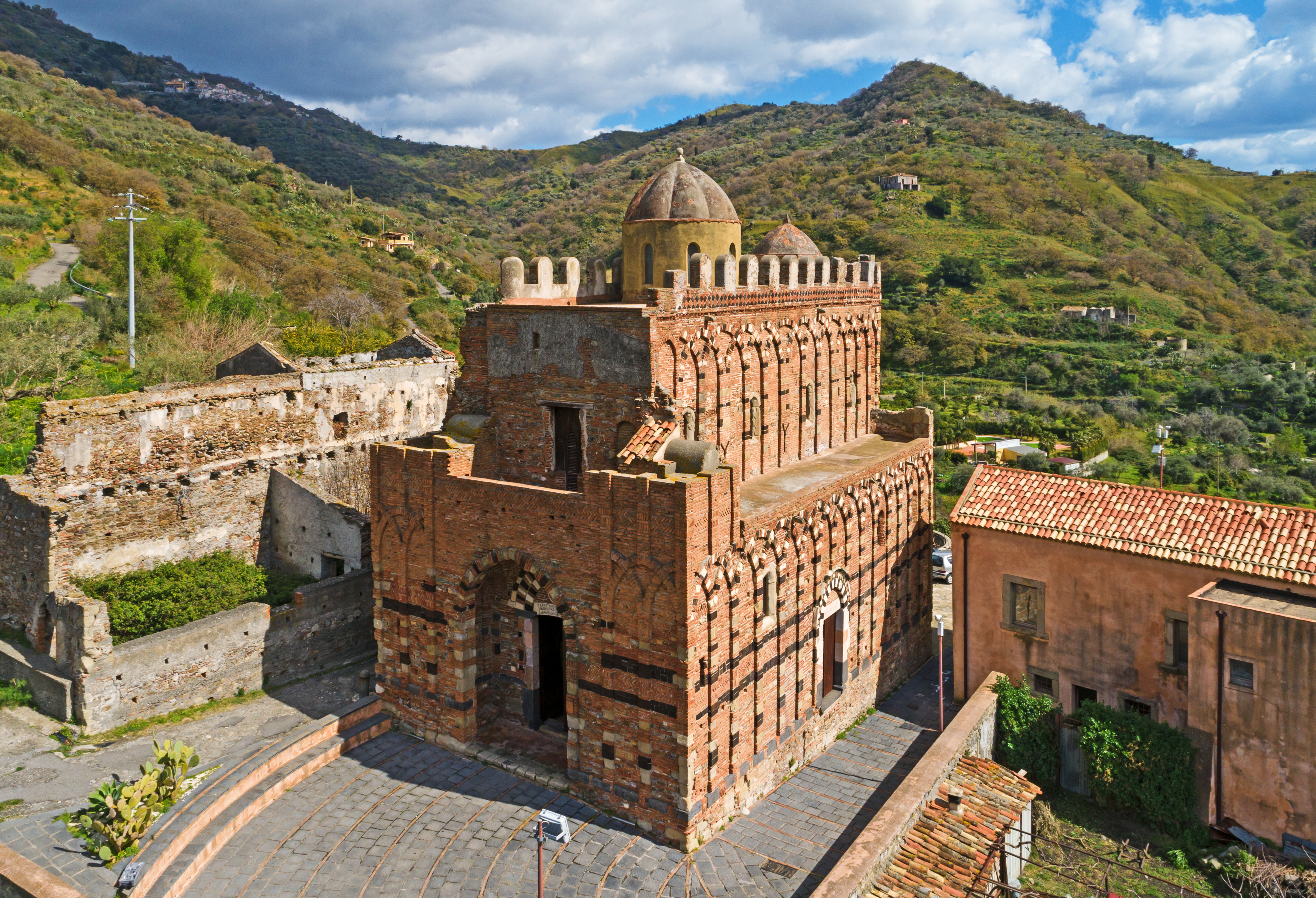
Chiesa dei Santi Pietro e Paolo

Fu il 1795 l'anno in cui Casalvecchio riacquistò definitivamente e completamente l'autonomia civile ed ecclesiastica, per effetto di un Real Dispaccio del 6 luglio 1793 e grazie anche all'impegno di fra Ludovico di Gesù Maria dell'ordine degli agostiniani scalzi. 
Come primo arciprete fu nominato l'abate Onofrio Casablanca che rimase in carica dal 1796 al 21 dicembre 1812 data della sua morte. Di lui si conserva, nella sacrestia della chiesa madre, un ritratto ad olio su tela di cm 70x90 con un'iscrizione in latino: Abate Onofrio Casablanca maestro di belle lettere e di filosofia, Professore di diritto canonico e Dottore in Sacra Teologia, Esaminatore Sinodale della Gran Corte Archimandritale della città di Messina, di questa città Casalvecchio, Arciprete e parroco.
In quel periodo il paese contava chiese n. 4 Preti n. 23 anime n. 1433 come si legge nell'Archivio Archimandritale di Messina. Evidentemente intraprendere la vita ecclesiastica era una tradizione fortemente radicata a Casalvecchio e infatti dal 1826 al 1958 sono stati ordinati 47 sacerdoti casalvetini come risulta dalle ricerche e dagli scritti compiuti dell'arch. Mario D'Amico. Nel 1812, la Costituzione siciliana abolì il feudalesimo nel Regno di Sicilia, il comune di Casalvecchio venne inserito nel Circondario di Savoca, allora facente parte al Distretto di Castroreale.
Un episodio molto importante per la storia cittadina è quello dei Cento Montanari Casalvetini.
Furono così denominati un centinaio di valorosi casalvetini che, il 4 aprile 1860, si riunirono nella piazza principale del paese e decisero, al comando del cav. Luciano Crisafulli, di unirsi alle truppe di Giuseppe Garibaldi partecipando in vari combattimenti al risorgimento italiano. Non tutti fecero ritorno nel loro paese che li onorò con una lapide(nella foto) e con l'istituzione di una banda cittadina e della relativa Scuola di Musica ancora oggi molto attiva.
Molti furono i caduti nelle varie guerre e fra di essi si distinguono il tenente Elia Crisafulli, medaglia d'oro (guerra 1915/18); il maresciallo Antonino Lo Schiavo, medaglia d'oro (guerra 1940/45); il sergente maggiore Paolo Casablanca, medaglia d'argento (guerra italo-turca 1911 e deceduto nella guerra del 1915/18).
Il paese ha raggiunto una notevole espansione demografica fino agli anni trenta quando contava quasi 5 000 abitanti ed era il comune più popoloso dell'intera vallata.
Nel 1929 perse nuovamente la tanto agognata autonomia e con un decreto di Benito Mussolini fu aggregato insieme a Savoca al comune di Santa Teresa di Riva, tanto da far scrivere in un suo libro ad Alberto Alberti, noto pedagogista casalvetino, «Nacqui in un paese che non c'era. Abolito per decreto di Mussolini…»
Riacquistò definitivamente l'autonomia il 12 luglio 1939 con la legge n. 861 del 22 maggio 1939, perdendo tuttavia alcune frazioni rispetto al 1929: Misserio, Fautarì, parte di Contura e Mallina, che rimasero a Santa Teresa di Riva (le ultime due passarono poi a Savoca all'atto della ricostituzione di questo comune nel 1948). Il paese quindi andò incontro ad un progressivo ridimensionamento del numero di abitanti anche per un processo di emigrazione dovuto a mancanza di lavoro. Periodicamente torna a popolarsi nel periodo estivo per il ritorno degli emigrati.

### Simboli
Lo stemma è in uso al comune anche se privo di formale decreto di concessione.
Il gonfalone è un drappo partito di bianco e di azzurro.

## Monumenti e luoghi di interesse

### Architetture religiose

#### Chiesa madre

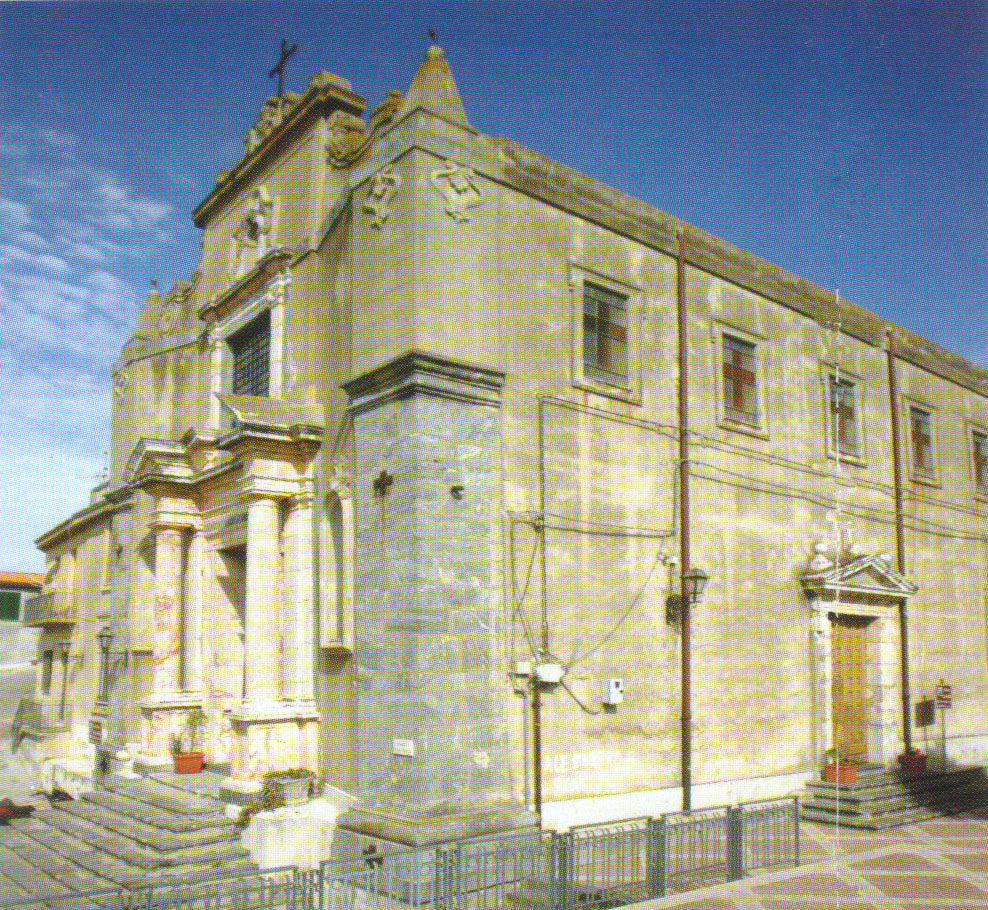
Chiesa Madre dedicata a sant'Onofrio

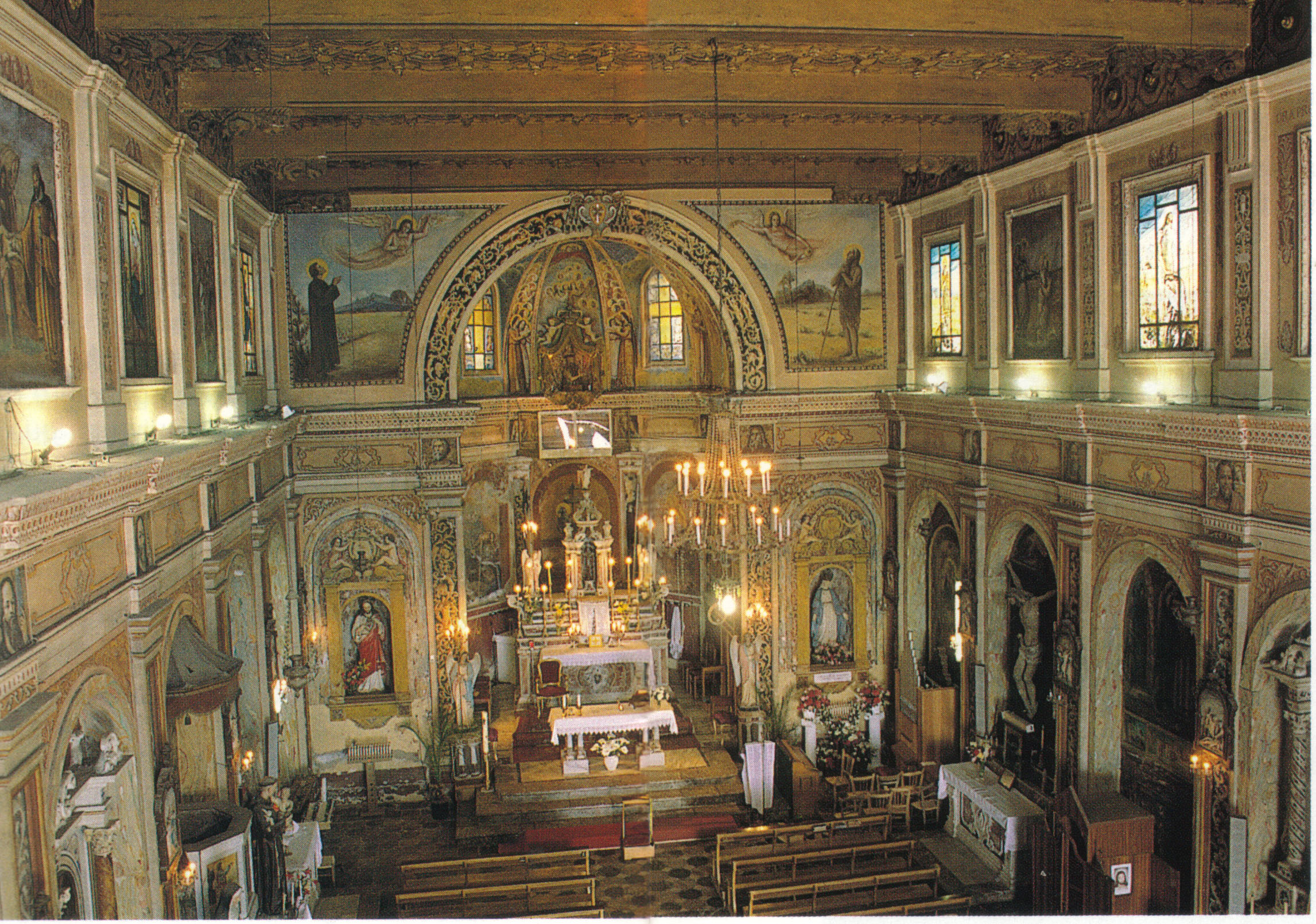
Interno della chiesa di Sant'Onofrio

Il tempio è dedicato a sant'Onofrio, il cui culto (come si evince dalla lettura di un suo diploma rilasciato nel 1117) risale ai tempi di Ruggero II.
La chiesa attuale risale al secolo XVII e fu ubicata trasversalmente rispetto alla precedente. La facciata è in stile barocco in pietra locale; il pavimento originale barocco è formato da marmi di vario colore e provenienza; di notevole pregio è il soffitto in legno a cassettoni, con mensole a cariatidi; varie decorazioni pittoriche sono state realizzate nel 1943 dall'artista Tore Edmondo Calabrò (noto, tra l'altro, per aver modellato la statua della Madonnina del Porto di Messina), con l'aiuto di un suo allievo del luogo, Giuseppe Lama, e di alcuni giovani che frequentavano la parrocchia.
All'interno si conservano tele antiche, in particolare quella di Gaspare Camarda del 1622, e vari altari in marmo del Seicento e del Settecento.
Vi si trova una statua lignea del Cinquecento raffigurante Sant'Onofrio a mezzo busto. Una seconda statua di Sant'Onofrio è conservata nel vicino museo parrocchiale: essa è tutta in argento, ad altezza d'uomo. Fu realizzata nel 1745 dall'orafo messinese Giuseppe Aricò a spese e per volere del popolo casalvetino come ringraziamento per essere stato risparmiato dall'epidemia di peste che nel 1743 si era propagata nella provincia messinese provocando circa 40.000 vittime.

#### Chiesa dei Santi Pietro e Paolo d'Agrò

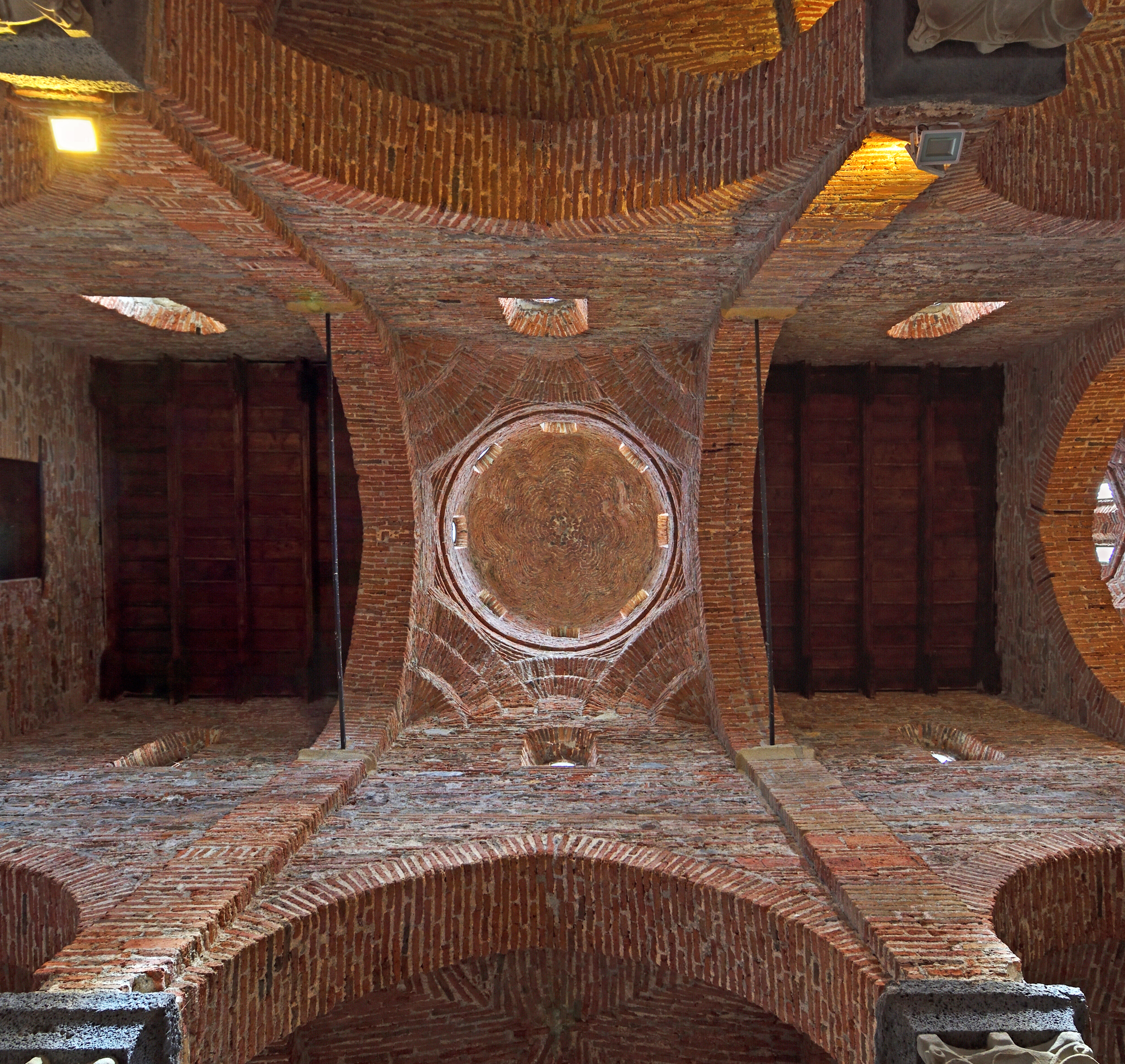
Interni della chiesa dei Santi Pietro e Paolo.

È la più importante opera architettonica dell'intera vallata del fiume Agrò, dal quale prende il nome e una delle più importanti di tutta la Sicilia. La costruzione originaria risalirebbe a circa il 560 d.C. La struttura attualmente visibile risale al 1117 ed è stata fatta costruire dal re di Sicilia Ruggero II su richiesta del monaco Gerasimo, divenutone il primo abate. È stata poi definitivamente ristrutturata nel 1172 ad opera del capomastro Gherardo il Franco come si legge sull'architrave dell'ingresso principale, ed è giunta a noi praticamente intatta e senza sostanziali modifiche posteriori.
Ha l'aspetto di una chiesa fortificata con il classico orientamento della parte absidale ad est. Architettonicamente è caratterizzata dall'intrecciarsi dei vari stili del tempo: lo stile bizantino, lo stile arabo e lo stile normanno. In particolare per lo stile bizantino fra l'altro si possono notare la policromia delle varie membrature, i capitelli, una croce bizantina sovrastante la porta d'ingresso. Per lo stile arabo le due cupole con un terminale di stile chiaramente arabeggiante e con il continuo e spettacolare sovrapporsi di archeggiature che sorreggono tali cupole. Per lo stile normanno si può notare lo schema planimetrico a tre navate e con l'ingresso fiancheggiato da due torri caratteristica questa delle grandi cattedrali siciliane di Monreale, di Palermo e di Cefalù. È detta basiliana perché l'annesso convento era abitato dai frati dell'ordine di San Basilio. A tale convento erano tra l'altro dotate vasti territori e addirittura interi villaggi fra i quali l'attuale Forza d'Agrò.
La chiesa è stata oggetto di numerosi studi nel corso degli anni da parte di vari studiosi fra i quali Stefano Bottari e Pietro Lojacono (sovrintendente alle belle arti di Catania, nel 1960). Recentemente è stato proposto ufficialmente all'UNESCO di inserire tale monumento nell'elenco dei beni artistici patrimonio dell'umanità.
La chiesa è facilmente raggiungibile percorrendo la strada provinciale che da Casalvecchio porta verso Antillo e seguendo le indicazioni immettendosi, subito dopo Casalvecchio, sulla strada, recentemente allargata ed asfaltata, che conduce direttamente al sito.

#### Chiesa di San Nicolò

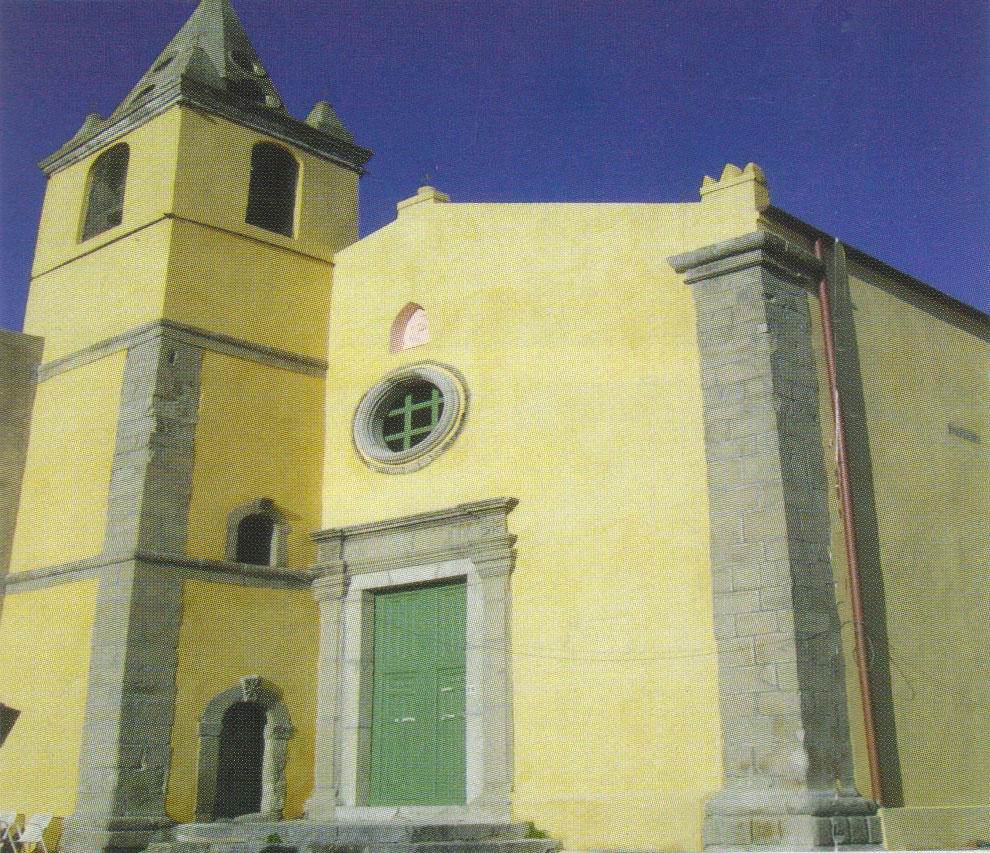
Chiesa dell'Annunziata

È fra le più antiche delle chiese filiali e si può far risalire al Quattrocento. Un restauro alquanto discutibile risalente agli anni ottanta, ne ha stravolto la fisionomia. All'interno sono conservati un dipinto di San Nicolò su legno della scuola di Antonello, e una statua di Sant'Antonio di Padova del Cinquecento.

#### Chiesa di San Teodoro Martire
Stefano Bottari la fa risalire al Cinquecento e vi si conservano tele del pittore ed umanista secentista casalvetino Antonino Cannavò. Molto interessanti i ruderi dall'annesso convento degli Agostiniani Scalzi.

#### Chiesa della Santissima Annunziata
Anch'essa risale al Cinquecento. È di stile barocco ed è ricca di pregiati stucchi seicenteschi. Vi si può ammirare una tela del secolo XVII e una scultura lignea della Madonna con angelo annunziante eseguita a Napoli nel 1742 da Francesco Di Nardo scultore napoletano attivo fra il 1710 e il 1758 e autore di alcuni dei primi presepi napoletani.

#### Chiesa dei Santi Cosma e Damiano

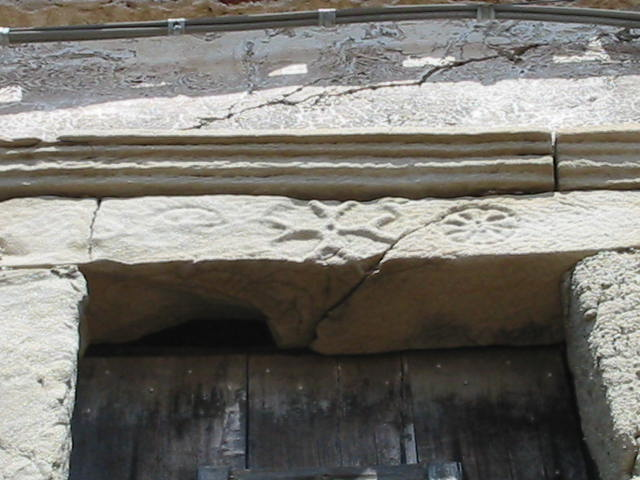
Antico portale con impressa la croce dei Cavalieri di Malta

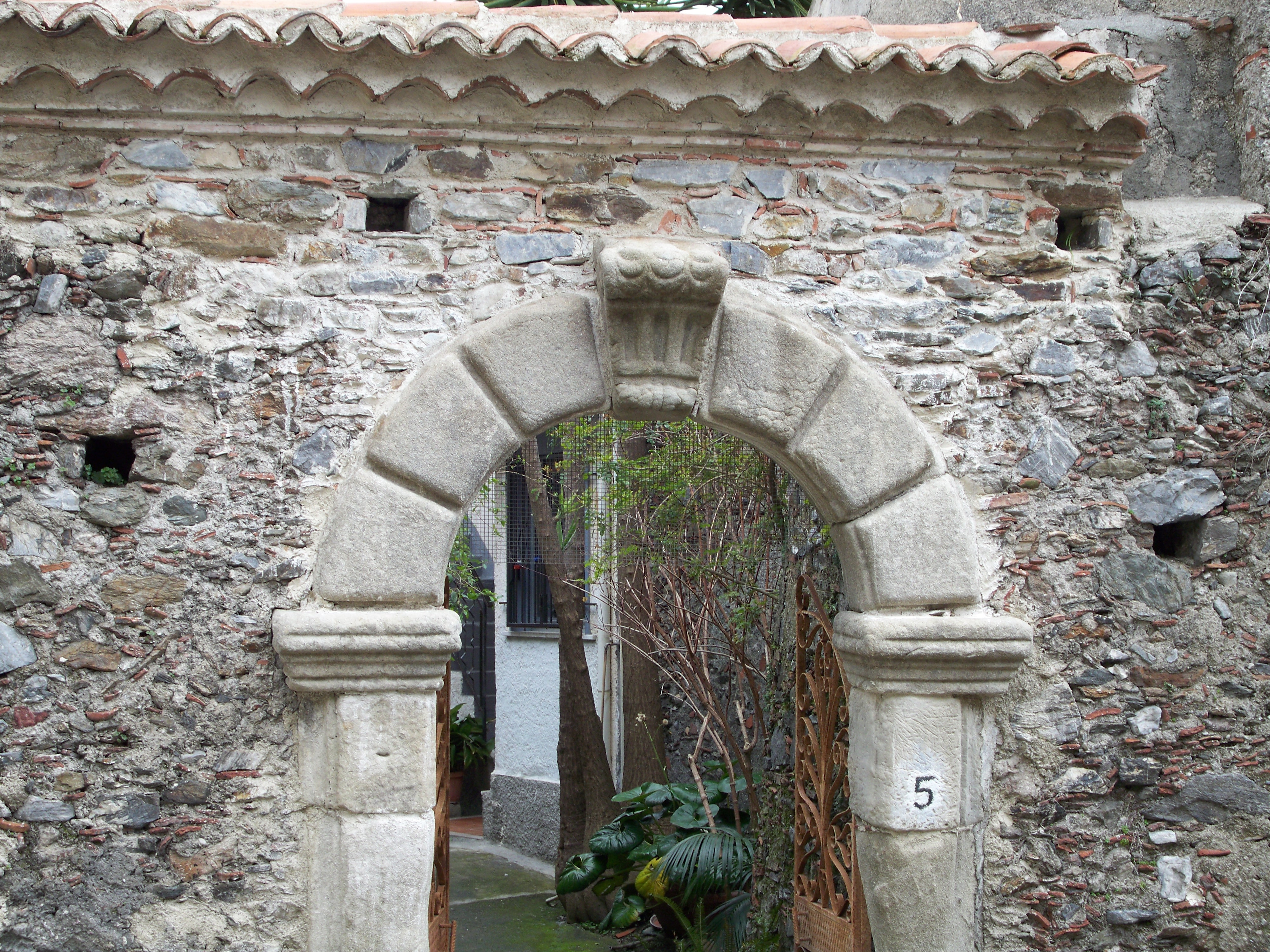
Un antico portale

L'attuale edificio è sorto con il generoso contributo dei fedeli tra il 1930 e il 1950. La preesistente chiesa è stata demolita con all'interno la stessa statua del santo a cui era dedicata, san Giacomo. Infatti la statua era stata modellata direttamente sul luogo in mattoni, pietre, calce e gesso e quindi intrasportabile.

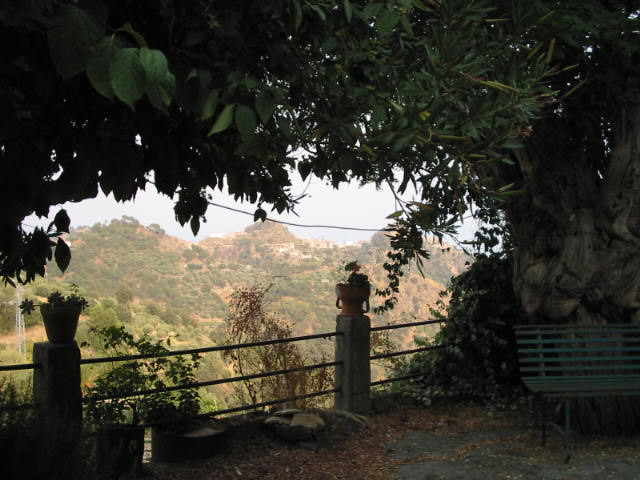
Uno scorcio particolare dalla piazza San Teodoro

### Fontane di acqua sorgiva

#### Acqua Ruggia(secolo XII)
Così chiamata perché la leggenda narra che vi si fermò a bere il conte Ruggero II, la fontana della Acqua Ruggia è caratterizzata da artistiche formelle in ceramica rappresentanti storia di vita contadina e l'immagine del santo patrono sant'Onofrio.
L'acqua sgorga da due mascheroni scolpiti in pietra locale. Vi sono annessi un caratteristico lavatoio coperto e un antico abbeveratoio per animali.

#### Acqua fontana
L'Acqua fontana si trova nella parte inferiore del paese; l'acqua sgorga dalla bocca di un mascherone scolpito in pietra locale.
Il plesso include un abbeveratoio per animali e un lavatoio antico.

#### Acqua FadarechioPanagosto
Dalla fontana Panagosto (o Acqua Fadarechi) sgorga un'acqua particolarmente ricercata per le sue qualità.
Ha un rivestimento in formelle di ceramica rappresentanti immagini di vita contadina. È completata da un abbeveratoio e da un lavatoio.

### Altro

#### Piazza Vecchia

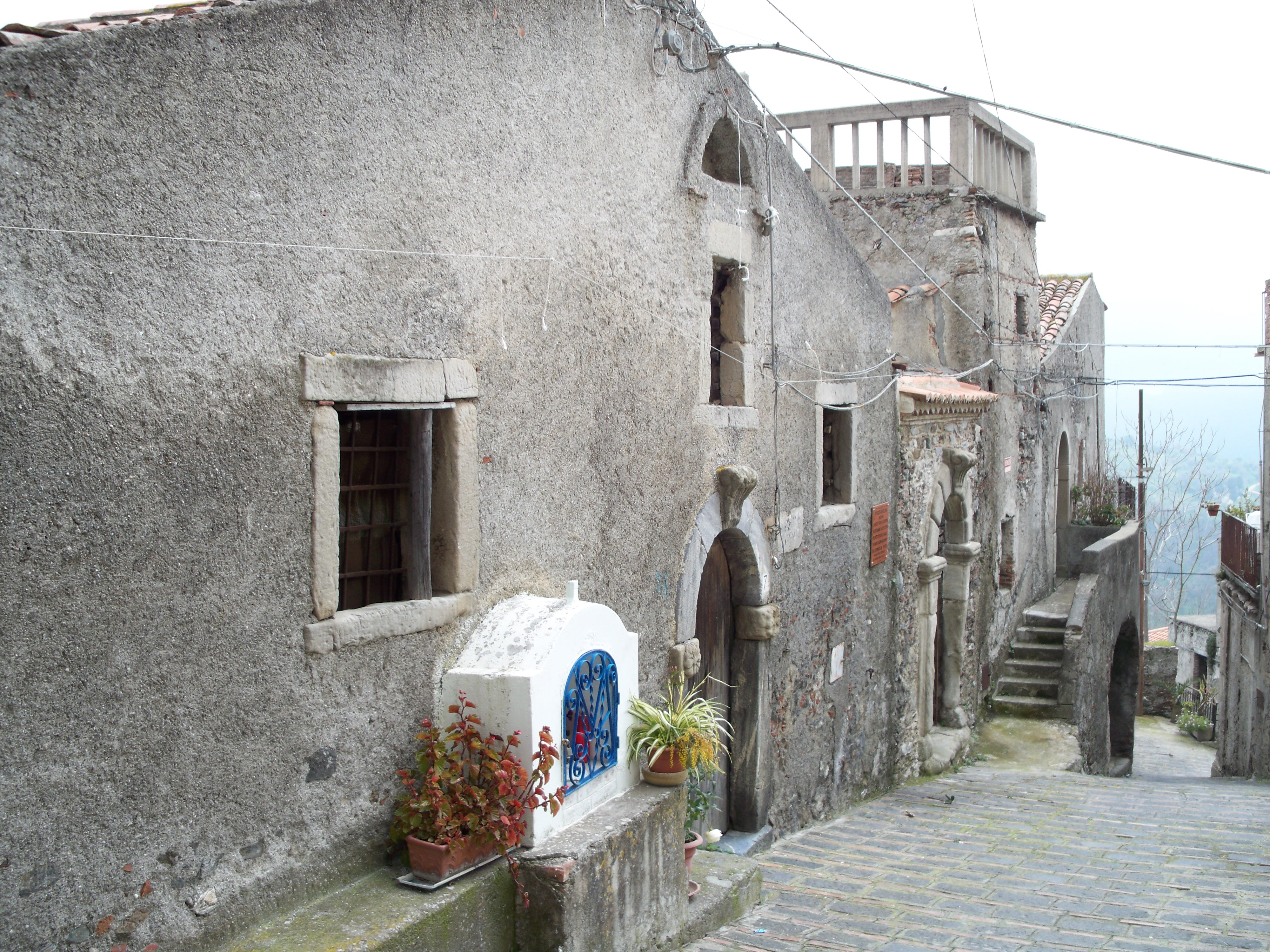
Scorcio della Piazza Vecchia

La Piazza Vecchia era il centro del paese medievale, in cui si svolgevano tutte le attività artigiane e commerciali del tempo con la presenza delle varie botteghe di falegnameria, alimentari, osterie, depositi per il baco da seta, ecc. In seguito la piazzetta è stata notevolmente trasformata con la distruzione degli archi (conservati fino agli anni settanta).

Attualmente si può ammirare un portale di notevole fattura in pietra arenaria.

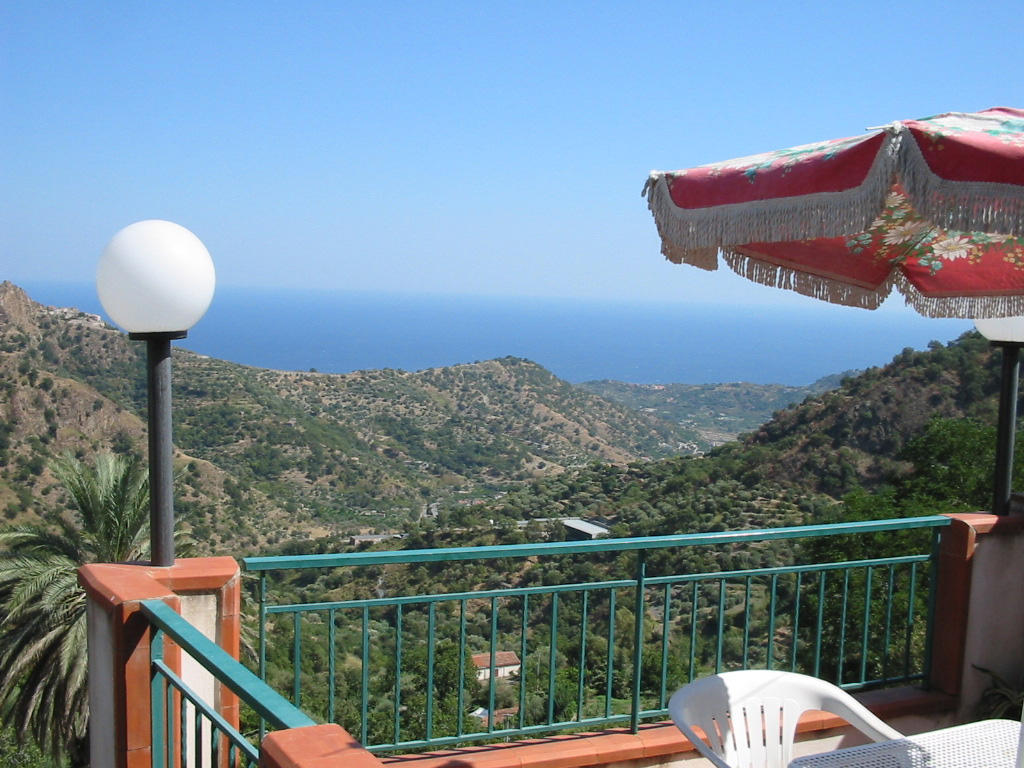
Panorama da Casalvecchio

#### Tribbone
Vengono chiamati tribbone, nel dialetto locale, particolari sottopassi tipici dell'architettura medievale araba. Si tratta di volte a botte costruite in mattoni e pietra che permettono il congiungimento delle case al di sopra delle viuzze pubbliche.

#### Monumento ai Caduti

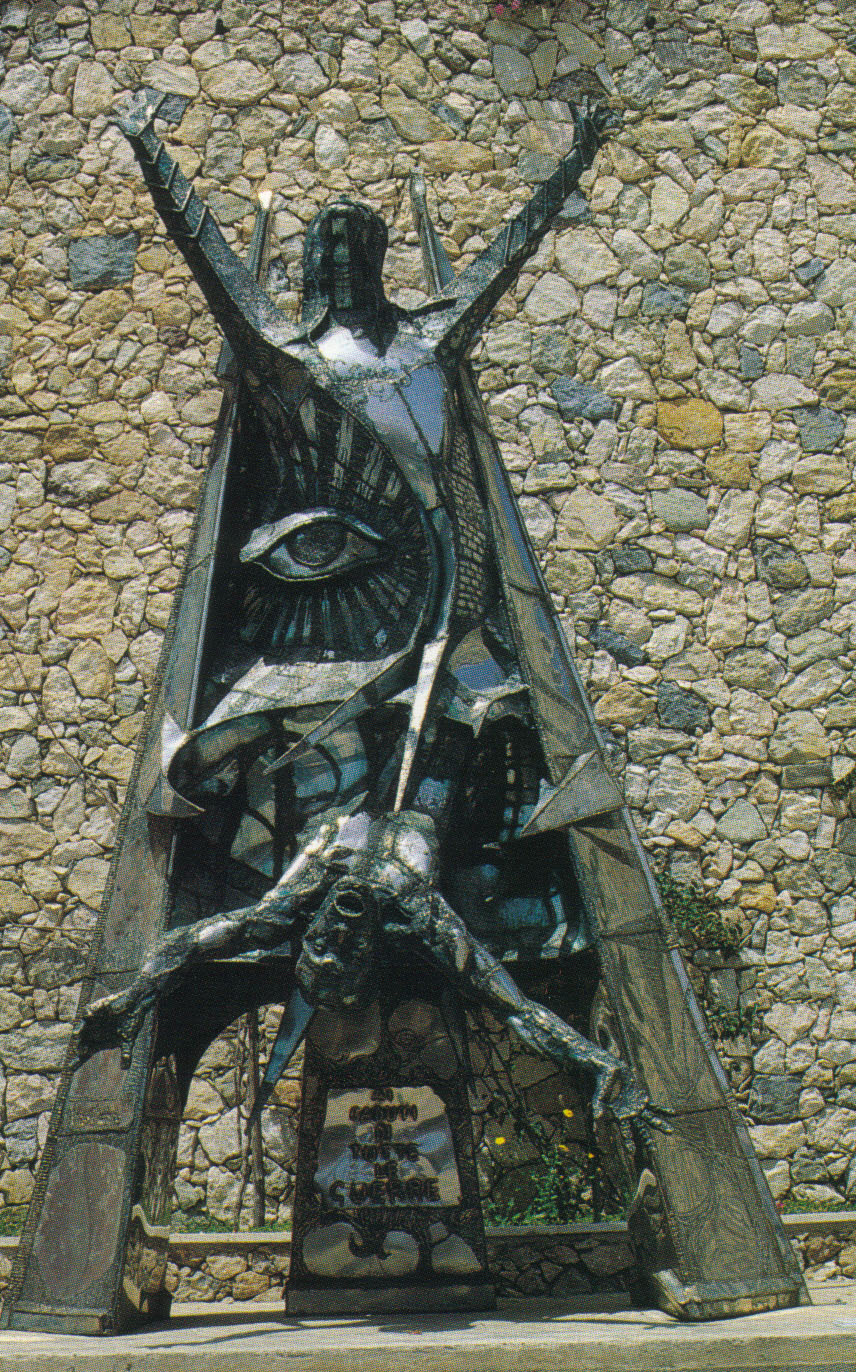
Monumento ai Caduti

Il Monumento ai caduti è un'opera in acciaio inox realizzata dallo scultore Antonino Ucchino; ha un'altezza di 4,50 m. ed è a forma piramidale con due immagini contrapposte: al vertice si staglia una figura che simboleggia l'utopia della libertà e della giustizia, in basso emerge una figura che rappresenta la violenza subita e la caduta della dignità umana.
A fianco sono state poste le lapidi con i nomi dei Caduti casalvetini in tutte le guerre.

#### Ruderi
Girando per il paese si possono notare diversi portali in pietra arenaria di notevole fattura, spesso contrassegnate dalla croce simbolo dei Cavalieri Templari di Malta.

### Gole Ranciara
Le Gole Ranciara si trovano al confine dei territori di Casalvecchio e Limina. Si sono formate nel corso dei secoli per l'erosione provocata dalle acque della fiumara d'Agrò. Con le loro piccole cascate e con le notevoli formazioni rocciose, ricordano vagamente quelle ben più famose del vicino Alcantara (ubicate invece nel Comune di Motta Camastra in località Fondaco Motta).
In tempi passati vi si trovavano alcuni mulini e vi si curavano il lino e la canapa. Sulla sponda sinistra (zona Mitta) si possono ancora oggi notare i ruderi della struttura di una delle prime centrali elettriche costruite in Sicilia, realizzata dalla famiglia Mastroieni.
Nel secondo dopoguerra il sito era stato scelto per la costruzione di una diga, ma il progetto non andò in porto.

#### Oasi naturale di Pizzo Vernà
Oasi naturale di Pizzo Vernà si trova in mezzo ai boschi ed è meta di escursioni; salendo fino ai 1286 m. del Pizzo Vernà una delle cime più alte dei Monti Peloritani, si può godere una vista che spazia dall'Etna alle Isole Eolie e alle coste della Calabria.
Lungo il percorso ci sono vari spazi attrezzati e curati dal Corpo forestale della Regione Siciliana.

## Società

### Evoluzione demografica
Abitanti censiti

### Tradizioni e folclore

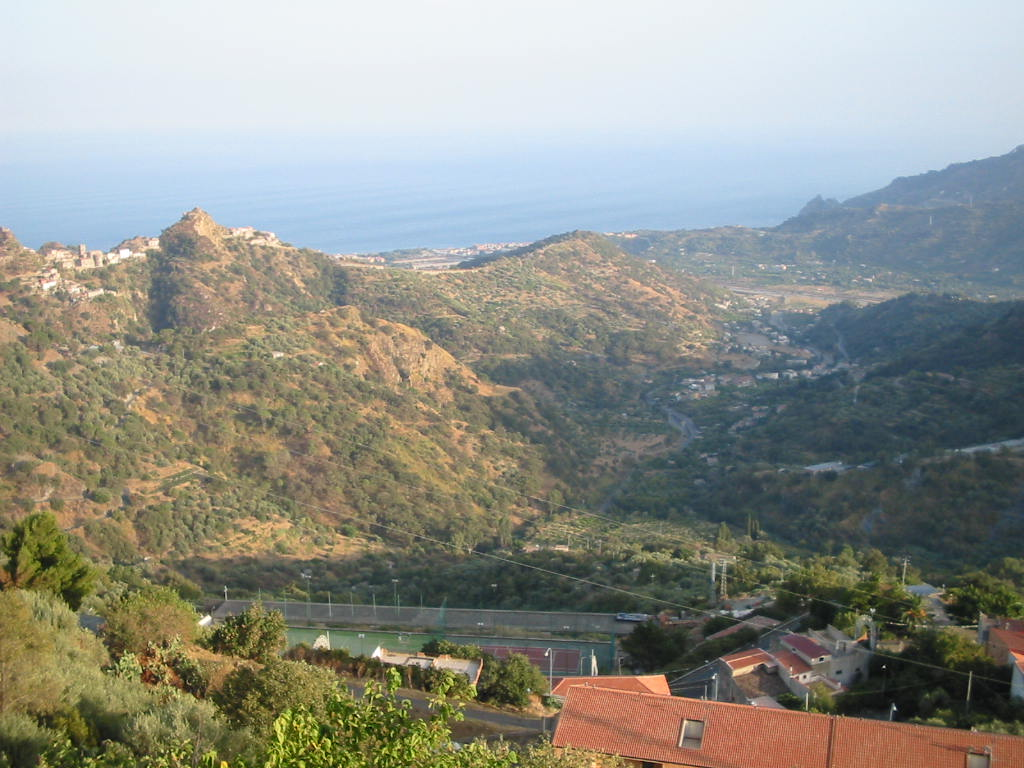
Una veduta di Casalvecchio

#### Festa di Sant'Onofrio

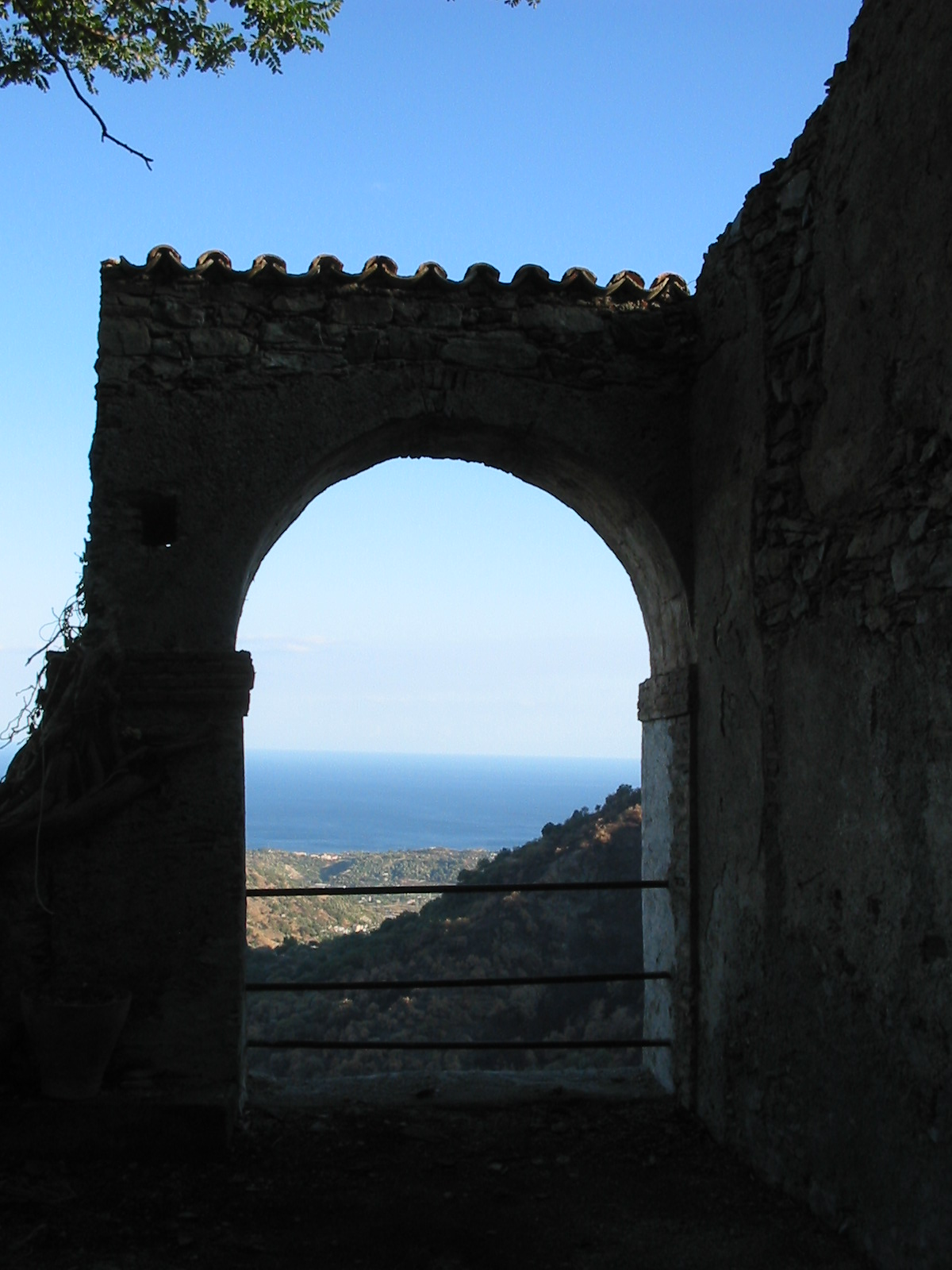
Panorama da Casalvecchio

Tradizionalmente la festa di sant'Onofrio, anziché il 12 giugno (suo giorno canonico, e in cui si svolge solo una semplice processione), si svolge nella seconda domenica di settembre e si protrae durante l'intera settimana con varie manifestazioni.

#### Festa della fraternità e della pace
È un rito tradizionale che risale al 1760 e si svolge fra le due confraternite di San Teodoro e della Santissima Annunziata, nei giorni delle rispettive feste e vuole ricordare la riappacificazione avvenuta fra le due confraternite. Particolarmente attesa è la data del 25 marzo quando gli stendardi delle due chiese portati dalle rispettive confraternite si incontrano e si incrociano in un particolare abbraccio che sancisce una vera e propria unione e fratellanza fra le due comunità.

## Cultura

### Musei
Casalvecchio ha un piccolo ma importante e ricco museo parrocchiale, sorto grazie all'Arciprete Mario D'Amico con la collaborazione dell'Associazione Internazionale per i Monumenti Siciliani per mezzo della Presidente e Fondatrice S.ra Flora McDougall-Kaley. Tele, statue, oggetti ed arredi sacri, libri antichi, sono oggetto della collezione nonché una sezione dedicata all'arte e civiltà contadina.

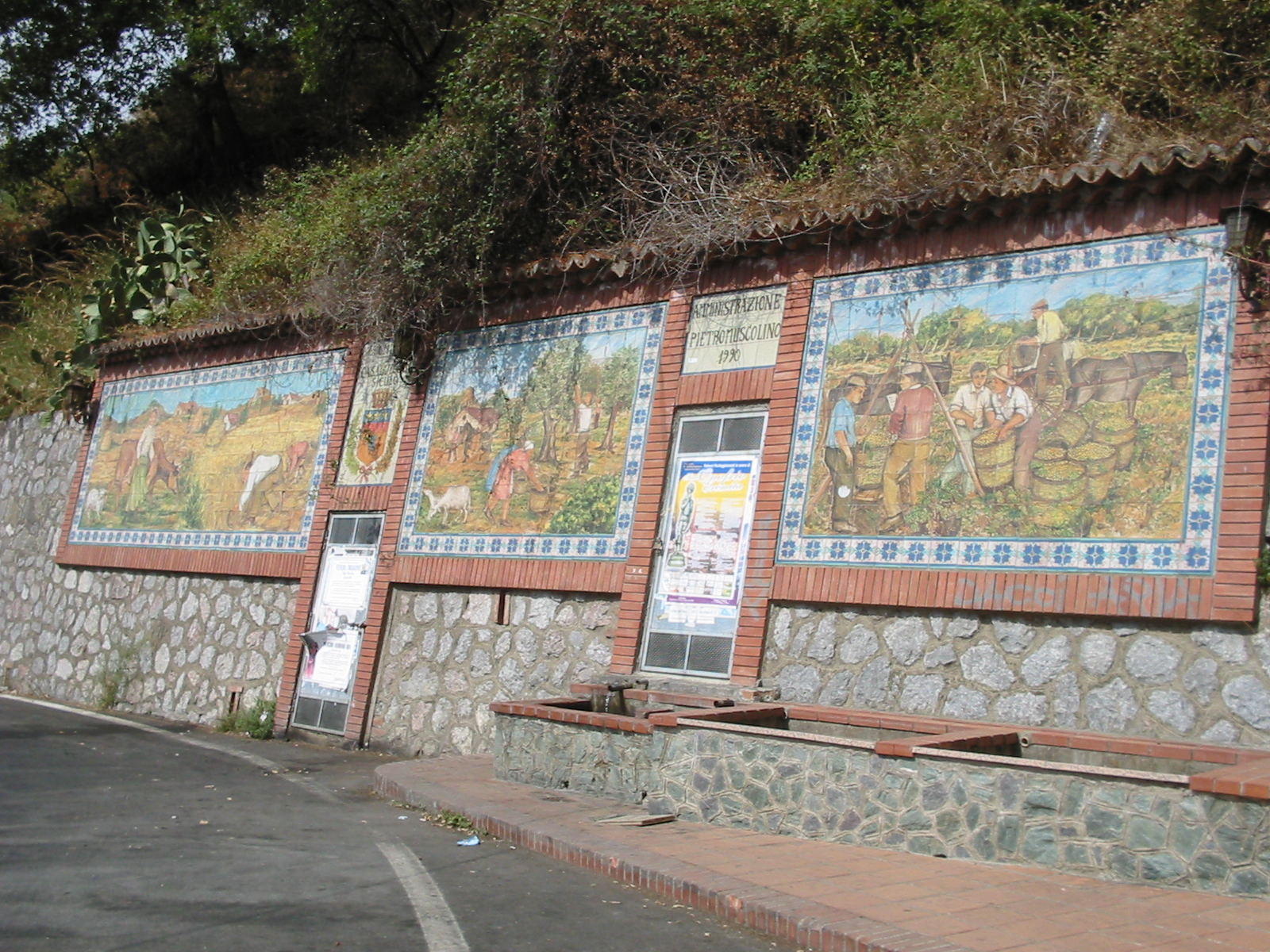
Sorgente "Panagosto"

### Cinema
A Casalvecchio nel 1959 sono state girate alcune scene del film "L'Avventura" di Michelangelo Antonioni. Uscito nel 1960 il film è uno dei più complessi e interessanti della filmografia di Antonioni e rappresenta uno dei capolavori del regista ferrarese essendo il primo della trilogia detta dell'"incomunicabilità". Fra gli attori si possono annoverare Monica Vitti, Gabriele Ferzetti, Lea Massari.  Altre scene sono state girate a Taormina, Messina, Noto, Milazzo e Isole Eolie.

### Cucina
I piatti tipici di Casalvecchio sono chiaramente legati ai prodotti locali dell'agricoltura e della zootecnia. In particolare si può gustare una gustosissima salsiccia, maccheroni al sugo, la "ghiotta di pesce stocco alla messinese" e la focaccia messinese con condimenti vari. Da segnalare, in particolari periodi dell'anno, la rinomata carne al forno.
Di ottima qualità la produzione di vino e di olio anche se in costante calo come quantità.

### Musica

Il Corpo bandistico nei primi anni del Novecento

Il corpo bandistico casalvetino è stato istituito nel 1866 in memoria dei Cento Montanari Casalvetini.

### Eventi

#### Fiera mercato dei Santi Pietro e Paolo
Si svolge annualmente l'ultima domenica di giugno di ogni anno nei pressi della basilica omonima all'incrocio fra il torrente Agrò e il vallone Gurni. È un mercato che si svolge sin dai tempi più remoti, ed infatti un tempo era uno dei più importanti di tutta la Sicilia, durava ben undici giorni e si poteva acquistare di tutto: dagli animali ad ogni altro tipo di mercanzia.

## Geografia antropica

### Frazioni

#### Rimiti
È la più popolosa frazione del comune.

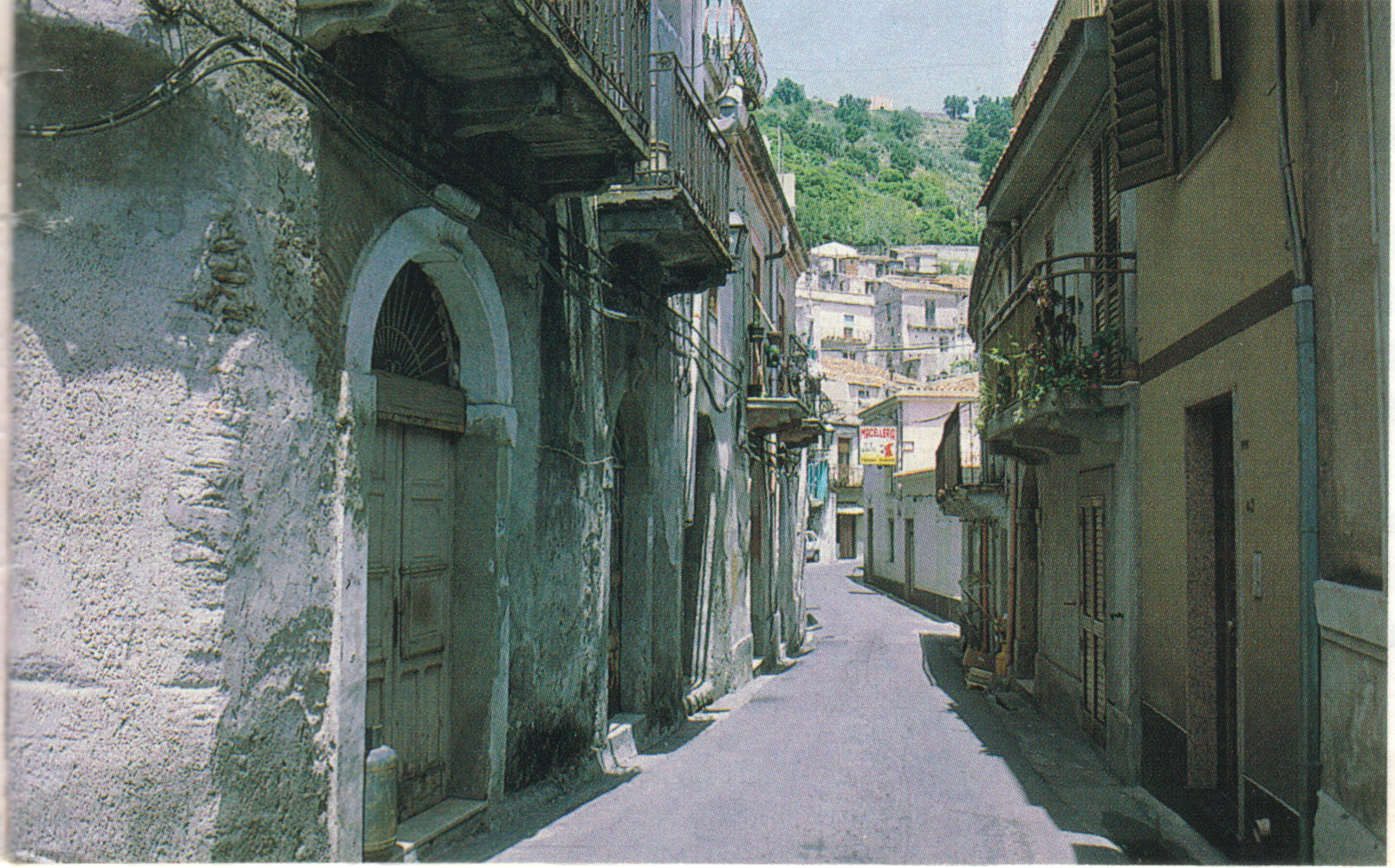
Via S.Onofrio.

#### Misitano
Si trova a circa 16 km dal centro di Casalvecchio. Vi è ubicata la chiesa della Madonna della Sacra Lettera. È sede di plesso scolastico.
Vi si svolge una festa ogni ultima domenica del mese di luglio, con alcune sagre di prodotti tipici.

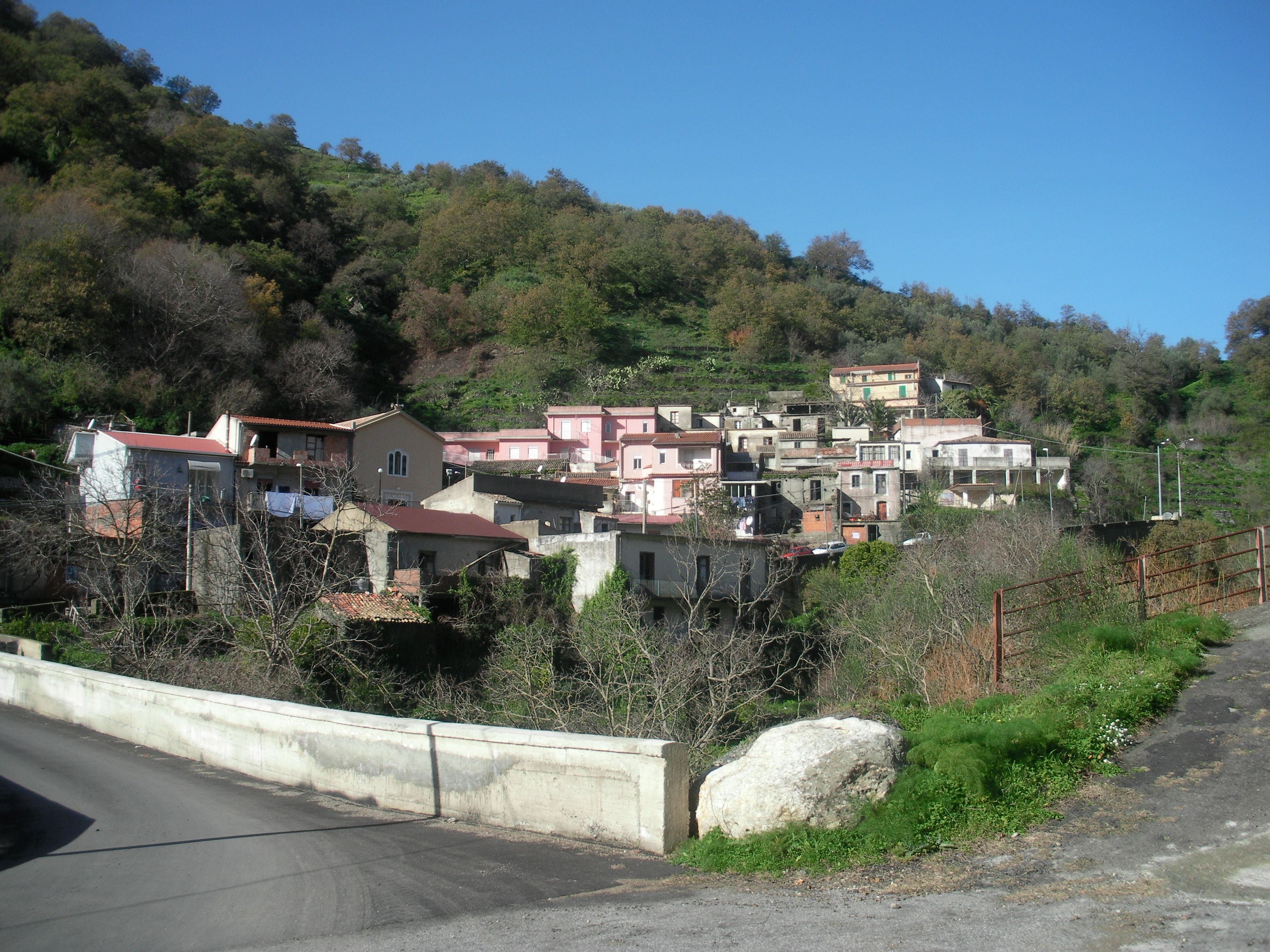
Misitano superiore

Misitano si divide in Misitano superiore e Misitano inferiore.
Gli abitanti sono quasi tutti emigrati all'estero o al Nord Italia in cerca di lavoro. Conta circa 26 anime.

#### San Pietro
Si trova sulla sponda sinistra del fiume Agrò. Deve il suo nome alla presenza dell'Abbazia normanna dei SS Pietro e Paolo d'Agrò (leggi voce relativa). È sede di una fiera annuale (leggi voce relativa). Ne 2007 è stata creata una zona, nei pressi della chiesa, con percorsi ciclabili, aree attrezzate per il picnic e un piccolo anfiteatro per accogliere spettacoli vari.

#### Mitta
Dista circa 12 km dal centro. La chiesa, dedicata a san Sebastiano, risale al secolo XVIII e sin da allora il culto per il santo è molto sentito e viene portato in processione il 20 gennaio. Si trova a 450 ms.l.m., conta circa 40 abitanti, le attività principali sono l'agricoltura e la pastorizia. Da essa si gode uno panorama sulla valle d'Agrò. Negli ultimi due decenni la frazione si è notevolmente spopolata.

#### San Carlo
È un piccolo borgo, abitato da circa un centinaio di persone. Il paese prende il nome dal santo patrono, san Carlo Borromeo, la cui statua è esposta nella piccola Chiesa. Annualmente, giorno 4 novembre viene celebrata una messa in suo onore.
Tra le bellezze del luogo, è possibile ammirare un'icona votiva dedicata a san Pio da Pietrelcina, realizzata nell'anno 2007 da una devota. A fianco sorge una fonte d'acqua naturale potabile, denominata "Fontana dell'amore".
Infine, nella piazza sorge un'altra icona dedicata alla Madonna del Tindari.
Questo borgo dista dal Comune di Casalvecchio circa 4 km, mentre da Santa Teresa la distanza è di 10 km.

#### Rafale
Piccola frazione a circa 4 km dal centro. Abbastanza popolata fino agli anni settanta.

### Scorci

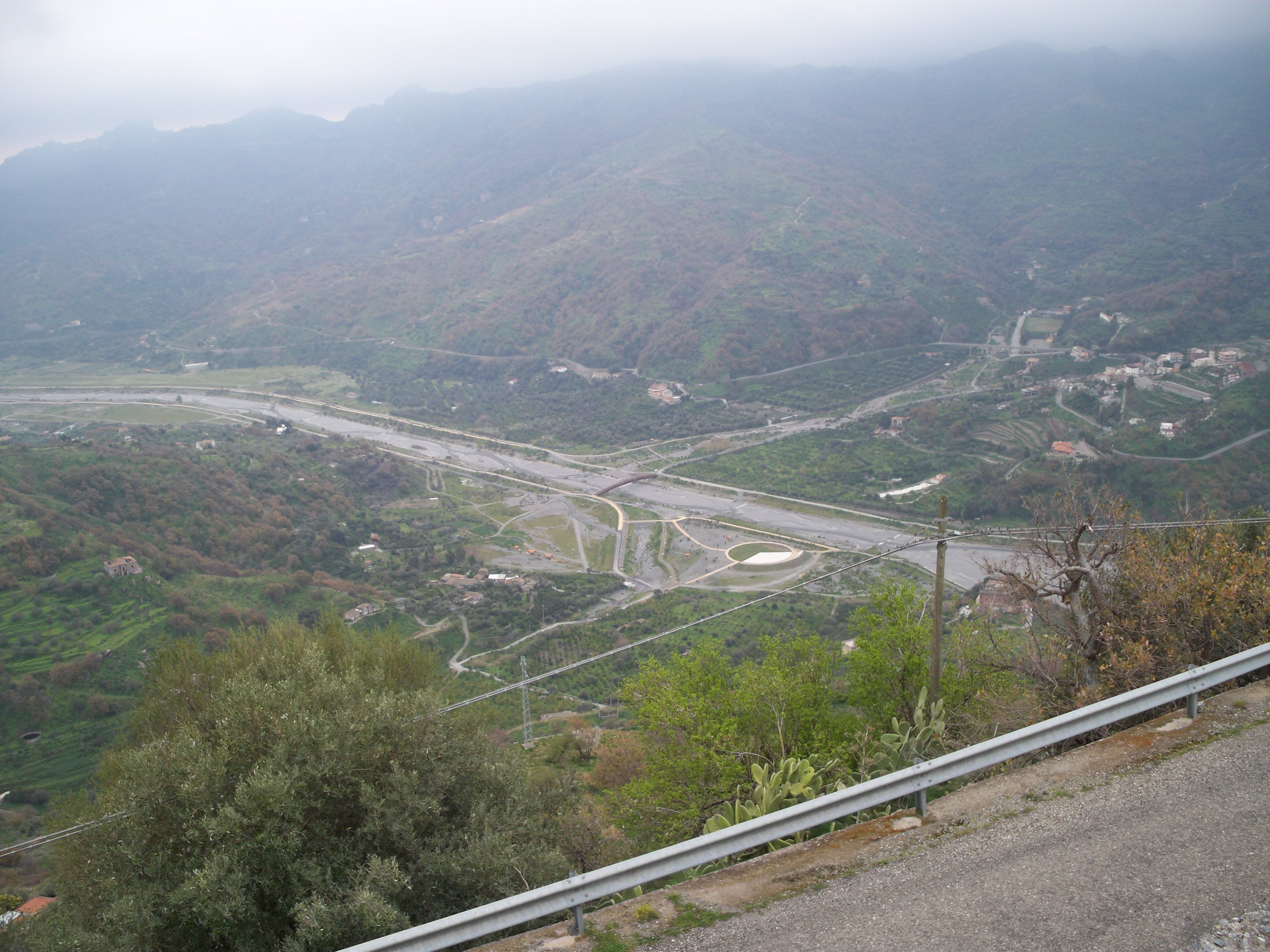
Scorcio della Valle d'Agrò vista da Casalvecchio
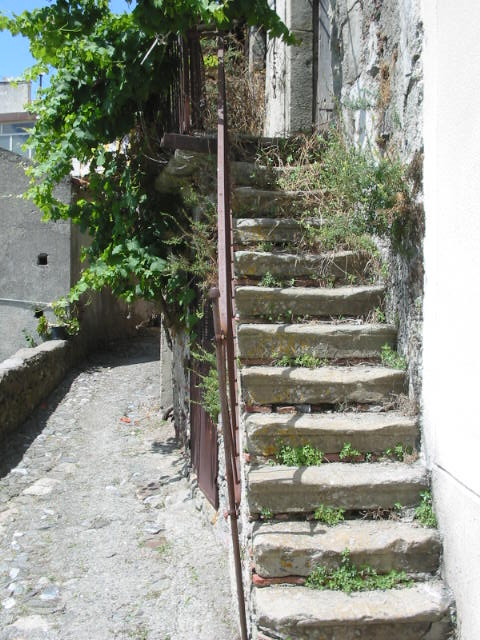
Antica scalinata in pietra locale
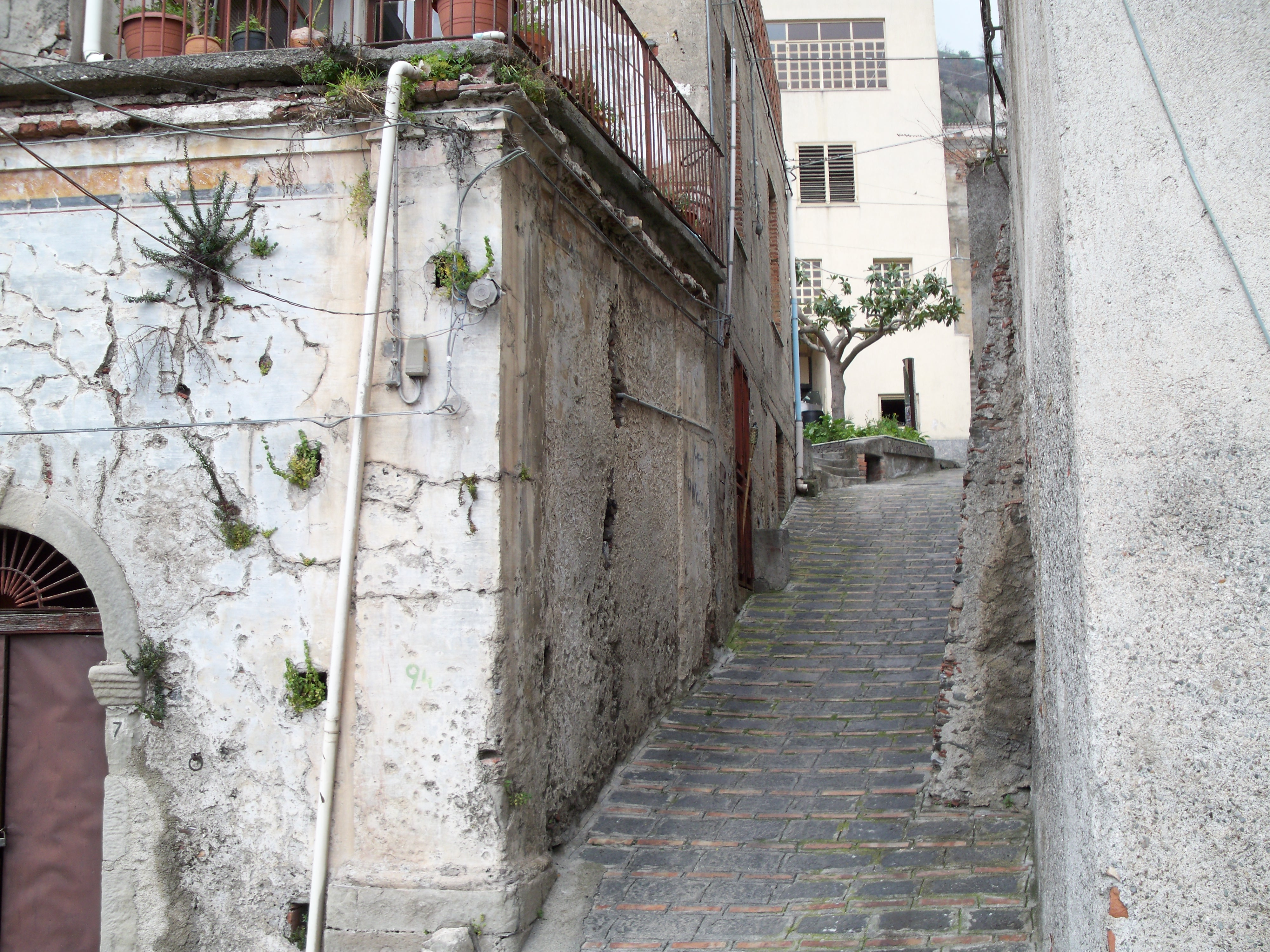
Stradina con antico palazzetto
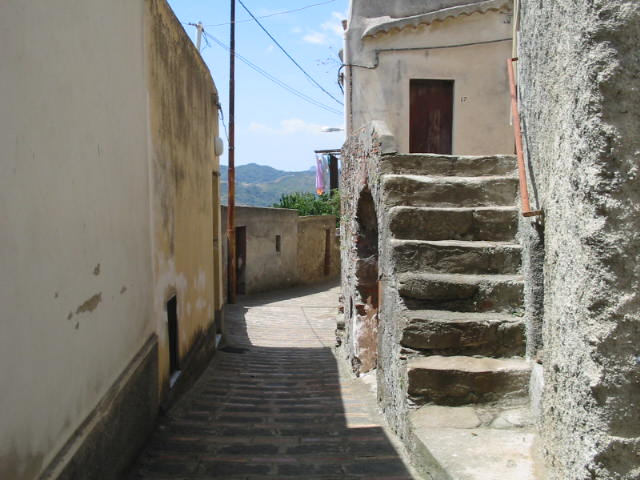
Una tipica viuzza
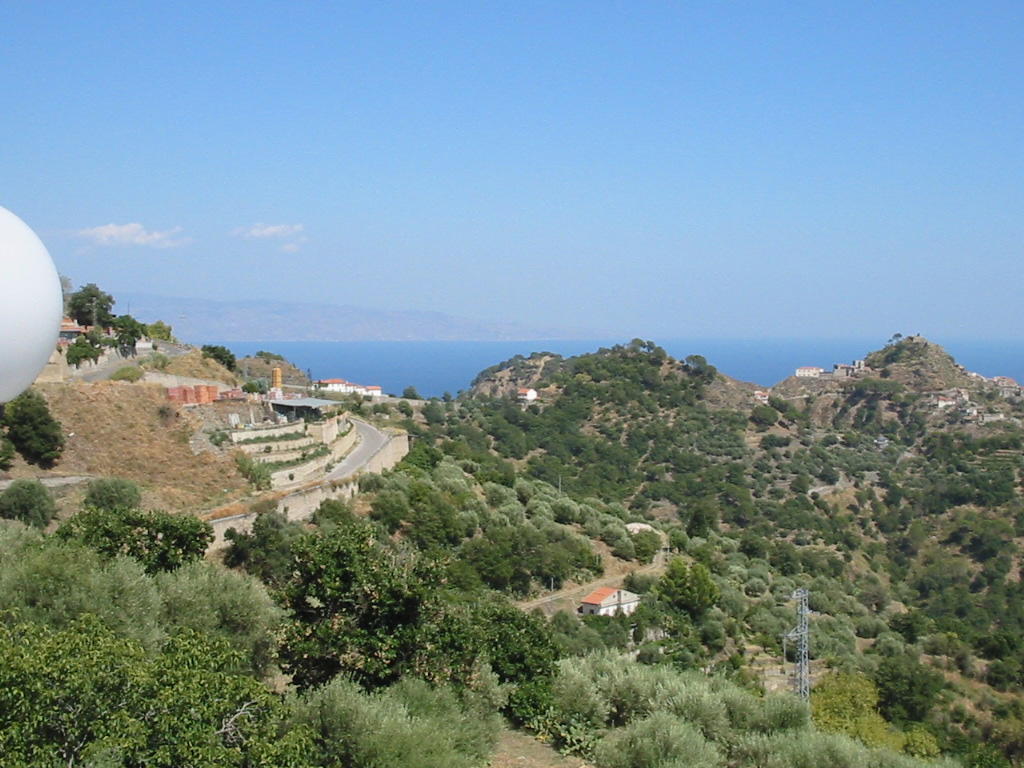
Veduta da una terrazza
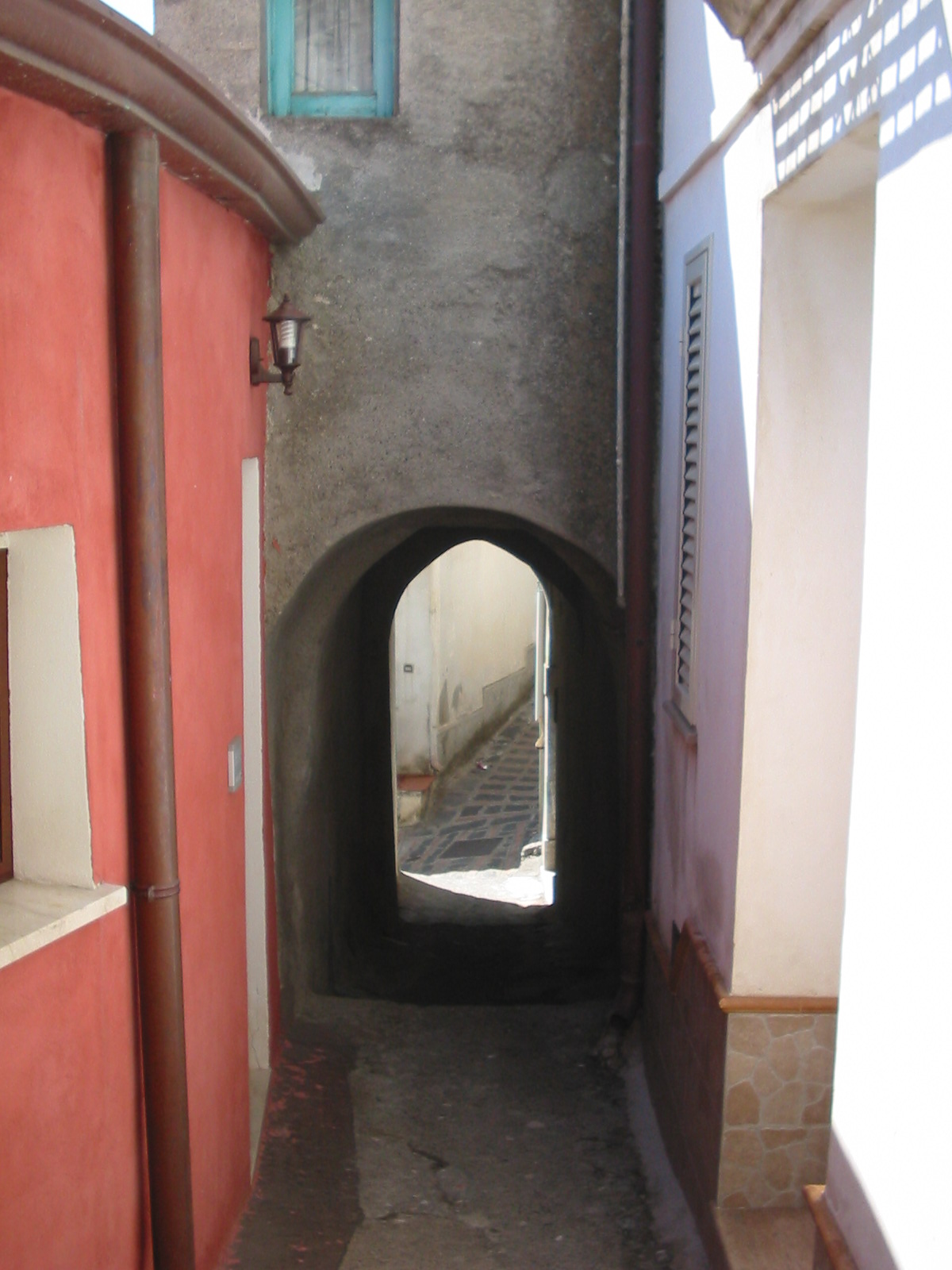
Viuzza tipica

## Amministrazione
Di seguito è presentata una tabella relativa alle amministrazioni che si sono succedute in questo comune.
| Periodo        | Periodo          | Primo cittadino       | Partito                            | Carica  | Note  |
| -------------- | ---------------- | --------------------- | ---------------------------------- | ------- | ----- |
| 7 giugno 1985  | 31 maggio 1990   | Pietro Muscolino      | Democrazia Cristiana               | Sindaco | [ 7 ] |
| 31 maggio 1990 | 10 febbraio 1994 | Antonino Calabrò      | Democrazia Cristiana               | Sindaco | [ 7 ] |
| 21 giugno 1994 | 25 maggio 1998   | Gaetano Galeppi       | Partito Democratico della Sinistra | Sindaco | [ 7 ] |
| 25 maggio 1998 | 27 maggio 2003   | Onofrio Santoro       | lista civica                       | Sindaco | [ 7 ] |
| 27 maggio 2003 | 17 giugno 2008   | Onofrio Santoro       | lista civica                       | Sindaco | [ 7 ] |
| 18 giugno 2008 | 8 luglio 2013    | Onofrio Rigano        | lista civica                       | Sindaco | [ 7 ] |
| 11 giugno 2013 | 10 giugno 2018   | Marco Antonino Saetti | lista civica                       | Sindaco | [ 7 ] |
| 11 giugno 2018 | 29 maggio 2023   | Marco Antonino Saetti | lista civica                       | Sindaco | [ 7 ] |
| 30 maggio 2023 | in carica        | Marco Antonino Saetti | lista civica                       | Sindaco | [ 7 ] |

### Altre informazioni amministrative
Il comune di Casalvecchio Siculo fa parte delle seguenti organizzazioni sovracomunali: regione agraria n.3 (Alto Fantina e Alto Mela).